# Soa Island (ö i Storbritannien, lat 56,57, long -6,63)
Soa Island är en ö i Storbritannien.   Den ligger i kommunen Argyll and Bute och riksdelen Skottland, i den nordvästra delen av landet, 700 km nordväst om huvudstaden London. Arean är 0,20 kvadratkilometer.
Terrängen på Soa Island är mycket platt. Öns högsta punkt är 5 meter över havet. Den sträcker sig 0,8 kilometer i nord-sydlig riktning, och 0,5 kilometer i öst-västlig riktning.